# باب‌اسفنجی شلوارسرگیجه
باب‌اسفنجی شلوارسرگیجه (برای نینتندو ۳دی اس با نام باب اسفنجی شلوارسرگیجه ۳ بعدی نیز شناخته می شود) یک بازی ویدئویی در سبک اکشن و مبتنی بر مجموعه تلویزیونی باب اسفنجی شلوار مکعبی است که توسط وی فورد تکنولوژی ساخته و توسط تی اچ کیو منتشر شده است..

## بررسی اجمالی

یکی از نمونه های بازی های نانو "او کیک اسفنجی گرفت" است ، جایی که بازیکن تبلت را خم می کند تا به باب اسفنجی کمک کند همه شمع های کیک تولد را منفجر کند.

باب اسفنجی شلوارسرگیچه شامل بیش از ۱۰۰ بازی کوچک (یا بازی های نانو) است که نیاز به استفاده از جدول uDraw GameTablet دارند. محدودیت زمانی هر بازی چند ثانیه ای است و فقط می توان پنج بار آن را امتحان کرد تا شکست بخورد. به عنوان مثال می توان به "دیسک پرنده از اعماق" اشاره کرد ، جایی که بازیکن قلم را انگشت می زند تا یک دیسک پرنده را به لری خرچنگ پرتاب کند. "او کیک اسفنجی گرفت" ، جایی که بازیکن تبلت را خم می کند تا به باب اسفنجی کمک کند همه شمع های کیک تولد را منفجر کند. و "یک پل کوتاه" ، جایی که بازیکن یک خط سریع بین دو صخره می کشد تا شخصیت برای عبور پلانکتون و گرفتن همبرگر خرچنگی مورد علاقه خود ایجاد کند.

## بازخورد
باب اسفنجی شلوارسرگیچه طبق نظر متاکریتیک "بررسی مختلط یا متوسط" دریافت کرده است .  